# Strefa Kultury Wrocław
Strefa Kultury Wrocław (w latach 2012-2017 jako Biuro Festiwalowe Impart 2016, od 2022 r. częściowo jako Wrocławski Instytut Kultury) – wrocławska instytucja kulturalna.

## Historia

### Powstanie
Strefa Kultury Wrocław powstała w 1990 roku w wyniku połączenia Wojewódzkiego Domu Kultury i Przedsiębiorstwa Imprez Artystycznych „Impart”. Przedsiębiorstwo Imprez Artystycznych „Impart” z kolei, powstało 1970 roku w wyniku połączenia Estrady Dolnośląskiej i Wrocławskiego Przedsiębiorstwa Imprez Artystycznych „Hala Ludowa”.

### Działalność Przedsiębiorstwa Imprez Artystycznych „Impart”
Początkowo działalność koncertową w tym ośrodku prowadziły jego własne zespoły, jak „Spisek” z Haliną Frąckowiak, „Waganci” z Anną Jantar, „Pro Contra”, „Bazar” czy „Homo Homini”. Następnie „Impart” nawiązał współpracę z PAGARTem i w ramach tej współpracy organizował we Wrocławiu koncerty gwiazd muzycznych, m.in.: Shakin’ Stevensa, Tangerine Dream, Smokie.  Organizował Przegląd Piosenki Aktorskiej.

### Działalność Centrum Sztuki „Impart”
Centrum Sztuki „Impart” prowadzi działalność teatralną, muzyczną, impresaryjną i wystawienniczą.
W okresie 1996–2005 Centrum Sztuki „Impart” było organizatorem Przeglądu Piosenki Aktorskiej. Obecnie organizuje między innymi festiwal Wrocławski Festiwal Jazz nad Odrą. Organizowało wrocławskie koncerty takich artystów jak Leonard Cohen, Nick Cave, Diana Krall, Joe Satriani, Mariza, Diamanda Galás, czy Manu Chao.
Przez długi okres Centrum Sztuki „Impart” sprawowało mecenat nad Wrocławskim Chórem Chłopięcym „Pueri Consonantes” oraz Wrocławską Orkiestrą Kameralną „Leopoldinum”. 
W roku 2005, w ramach Centrum Sztuki „Impart” został powołany Teatr Piosenki, którego pierwszym dyrektorem artystycznym był Roman Kołakowski.
Dyrektorem naczelnym i artystycznym Centrum Sztuki „Impart” była do 2001 r. Anna Wołek.

### Biuro Festiwalowe Impart 2016
Biuro Festiwalowe Impart 2016 zostało powołane przez Prezydenta Wrocławia 1 lipca 2012. Powstało z połączenia Centrum Sztuki Impart oraz instytucji Wrocław 2016.
BF Impart 2016 kontynuowało tradycję istniejącego od 1990 Centrum Sztuki Impart, powstałego z połączenia Wojewódzkiego Domu Kultury oraz Przedsiębiorstwa Imprez Artystycznych „Impart”. Było odpowiedzialne za organizację Europejskiej Stolicy Kultury Wrocław 2016. 
Dyrektorem BF Impart 2016 od 1 lipca 2012 r. Krzysztof Maj.

### Strefa Kultury Wrocław
W 2018 r. zdecydowano się na kontynuację projektów Europejskiej Stolicy Kultury Wrocław 2016 w postaci Strefy Kultury Wrocław.

### Wydzielenie Wrocławskiego Instytutu Kultury
Od lutego 2022 r. projekty animacyjno-edukacyjne instytucji będą działały w ramach Wrocławskiego Instytutu Kultury. Strefa Kultury Wrocław będzie odpowiedzialna wyłącznie za część produkcyjną.